# BB 60011
La BB 60021 est l'ancienne locomotive Diesel-électrique 4 AMD 1 du PLM, construite en 1932 par la Compagnie Électro-Mécanique avec le concours de la Société Brown, Boveri & Cie pour l’équipement électrique.
Elle disposait d'un moteur Diesel de la Maschinenfabrik Augsbourg, Nuremberg (MAN).
|  |  |